# Sơn Tinh (xã)
Sơn Tinh là một xã thuộc huyện Sơn Tây, tỉnh Quảng Ngãi, Việt Nam.
Xã có diện tích 44,39 km², dân số năm 2009 là  1.052 người, mật độ dân số đạt 27 người/km².